# Низовская земля
Низовская земля — в XII—XIII веках название территорий Владимиро-Суздальского княжества, располагавшихся на юго-востоке от Новгородской земли, в бассейне верхнего течения Волги ниже устья реки Мологи. В XIV—XVI веках Низовской землёй, Низом или Понизовьем стали называть занимаемую Великим княжеством Владимирским область Среднего Поволжья, расположенную в междуречье Оки и Волги. Название «Низовская земля» употреблялось преимущественно новгородцами и связано с географическим положением региона относительно Новгородской земли.
По состоянию на 1169 год Низовская земля близ Торжка граничила с Новгородской землёй, на территории современной Калужской области — со Смоленским княжеством, на территории современной Тульской области — с Рязанью и вятичами, Нижегородской и Владимирской — с муромскими землями. На востоке, где крайним населённым пунктом Низовской земли был город Радилов (ныне Городец), она граничила с землями мордовских племён.